# SSTR3
SSTR3 (англ. Somatostatin receptor 3) – білок, який кодується однойменним геном, розташованим у людей на короткому плечі 22-ї хромосоми. Довжина поліпептидного ланцюга білка становить 418 амінокислот, а молекулярна маса — 45 847.
| 10         |  | 20         |  | 30         |  | 40         |  | 50         |
| ---------- |  | ---------- |  | ---------- |  | ---------- |  | ---------- |
| MDMLHPSSVS |  | TTSEPENASS |  | AWPPDATLGN |  | VSAGPSPAGL |  | AVSGVLIPLV |
| YLVVCVVGLL |  | GNSLVIYVVL |  | RHTASPSVTN |  | VYILNLALAD |  | ELFMLGLPFL |
| AAQNALSYWP |  | FGSLMCRLVM |  | AVDGINQFTS |  | IFCLTVMSVD |  | RYLAVVHPTR |
| SARWRTAPVA |  | RTVSAAVWVA |  | SAVVVLPVVV |  | FSGVPRGMST |  | CHMQWPEPAA |
| AWRAGFIIYT |  | AALGFFGPLL |  | VICLCYLLIV |  | VKVRSAGRRV |  | WAPSCQRRRR |
| SERRVTRMVV |  | AVVALFVLCW |  | MPFYVLNIVN |  | VVCPLPEEPA |  | FFGLYFLVVA |
| LPYANSCANP |  | ILYGFLSYRF |  | KQGFRRVLLR |  | PSRRVRSQEP |  | TVGPPEKTEE |
| EDEEEEDGEE |  | SREGGKGKEM |  | NGRVSQITQP |  | GTSGQERPPS |  | RVASKEQQLL |
| PQEASTGEKS |  | STMRISYL   |  |            |  |            |  |            |

A: Аланін

C: Цистеїн

D: Аспарагінова кислота

E: Глутамінова кислота

F: Фенілаланін

G: Гліцин

H: Гістидин

I: Ізолейцин

K: Лізин

L: Лейцин

M: Метіонін

N: Аспарагін

P: Пролін

Q: Глутамін

R: Аргінін

S: Серин

T: Треонін

V: Валін

W: Триптофан

Кодований геном білок за функціями належить до рецепторів, g-білокспряжених рецепторів, білків внутрішньоклітинного сигналінгу, фосфопротеїнів. 
Локалізований у клітинній мембрані, мембрані.